# جدجد فضي
جدجد فضي (الاسم العلمي:Gryllus argenteus) هو نوع من الحشرات يتبع جنس الجدجد من فصيلة الجداجد الحقيقية.